# Einruhr
 Einruhr  ist eine Ortschaft und Teil der Gemeinde Simmerath in der Städteregion Aachen (Nordrhein-Westfalen) in der Eifel. Zu Einruhr zählen die Ortsteile Erkensruhr, Hirschrott, Jägersweiler, Pleushütte und die ehemalige Siedlung und heutige Wüstung Leykaul (Erkensruhr). Einruhr zählt mit seinem Ortsteil Erkensruhr als staatlich anerkannter Erholungsort.

## Geographie
Einruhr liegt in der Nordeifel unterhalb der Dreiborner Hochfläche am Rand des Nationalparks Eifel. Hier mündet die von Süd-Südosten kommende Erkensruhr in den Südarm des Obersees, der die Hauptvorsperre der Rurtalsperre darstellt und von der Rur durchflossen wird. Aachen liegt zirka 40 km nordwestlich, Köln rund 65 km nordöstlich.

## Geschichte
In Einruhr endet eine historische Römerstraße, welche vom Hohen Venn über Monschau-Konzen, Simmerath und Kesternich verlief. Bodenfunde aus dem 2. und 3. nachchristlichen Jahrhundert belegen eine römische Besiedlung der Gegend; allerdings fehlen schriftliche Quellen.
Ob in fränkischer und frühmittelalterlicher Zeit, als die Grafen von Monschau (Montjoie) das Gebiet kontrollierten, noch Menschen hier lebten, kann nicht nachvollzogen werden.
Erst 1470, als das Eisenwerk Pleushütte am Ufer der Rur gegründet wurde, tritt eine Ansiedlung gleichen Namens in Erscheinung, die die Fabrikarbeiter und ihre Familien beherbergte. Roheisen wurde hier aus Raseneisenstein gewonnen. Zum Zeitpunkt der Fabrikgründung gehörte das Monschauer Land zum Herzogtum Jülich, und Pleushütte teilt seine Geschichte.
Auf der Ferraris-Karte (1771–1778) wurde die Siedlung auch als Niclasbruck bezeichnet.
Im Zweiten Weltkrieg wurde der Ort verschont, da er nicht unmittelbar am Westwall gelegen war.
Im Zuge der zweiten Ausbaustufe der Rurtalsperre (1955–1959) endet die Geschichte von Pleushütte im Jahr 1957. Die Bewohner wurden umgesiedelt, Häuser abgetragen und das Gebiet geflutet. Das Eisenwerk war schon lange vor der Jahrhundertwende geschlossen worden. 1958 wird der bisherige Rursee erstmals nach dem Ausbau erneut eingestaut. Rurhöhe in Einruhr 1958: 281,00 m NN. Ca. 7 m höher als 1938 mit 274,00 m NN. Der Obersee reicht nun bis hinter Einruhr und Pleushütte.
Unabhängig vom Industriestandort Pleushütte war spätestens im 17. Jahrhundert nördlich der steinernen Rurbrücke eine Bauernsiedlung namens Einruhr entstanden. Der 1888 gegründete Eifelverein etablierte hier 1926 eine eigenständige Ortsgruppe, die Theater, Musik, Fastnacht, Kirmes und andere dörfliche Aktivitäten organisierte. Nach dem Untergang von Pleushütte avancierte der Tourismus zur neuen Lebensgrundlage von Einruhr. Ein Wanderwegenetz von ca. 85 km Länge wurde angelegt und kartographiert; Unterkünfte und Gastronomiebetriebe entstanden.
Durch das Gesetz des Landes Nordrhein-Westfalen zur Neugliederung der Gemeinden und Kreise des Neugliederungsraumes Aachen (das so genannte Aachen-Gesetz) vom 14. Dezember 1971 wurde Einruhr am 1. Januar 1972 aus der amtsfreien Gemeinde Dreiborn ausgegliedert und der Gemeinde Simmerath hinzugefügt.
Seit dem 1. Januar 2004 liegt Einruhr am Rande des Nationalparks Eifel.

## Kultur und Sehenswürdigkeiten

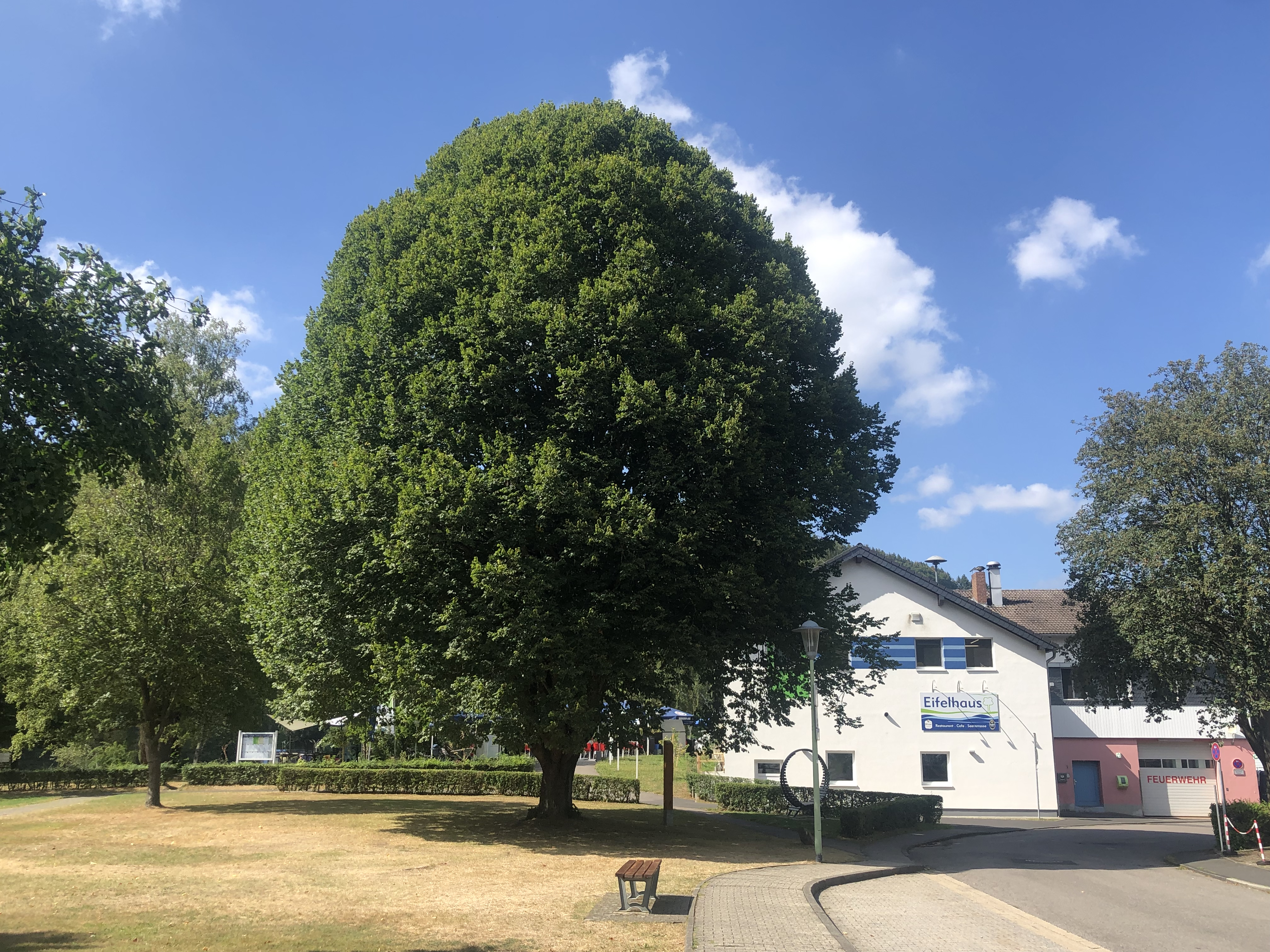
Umgepflanzte Linde, Baumschatz Nr. 1
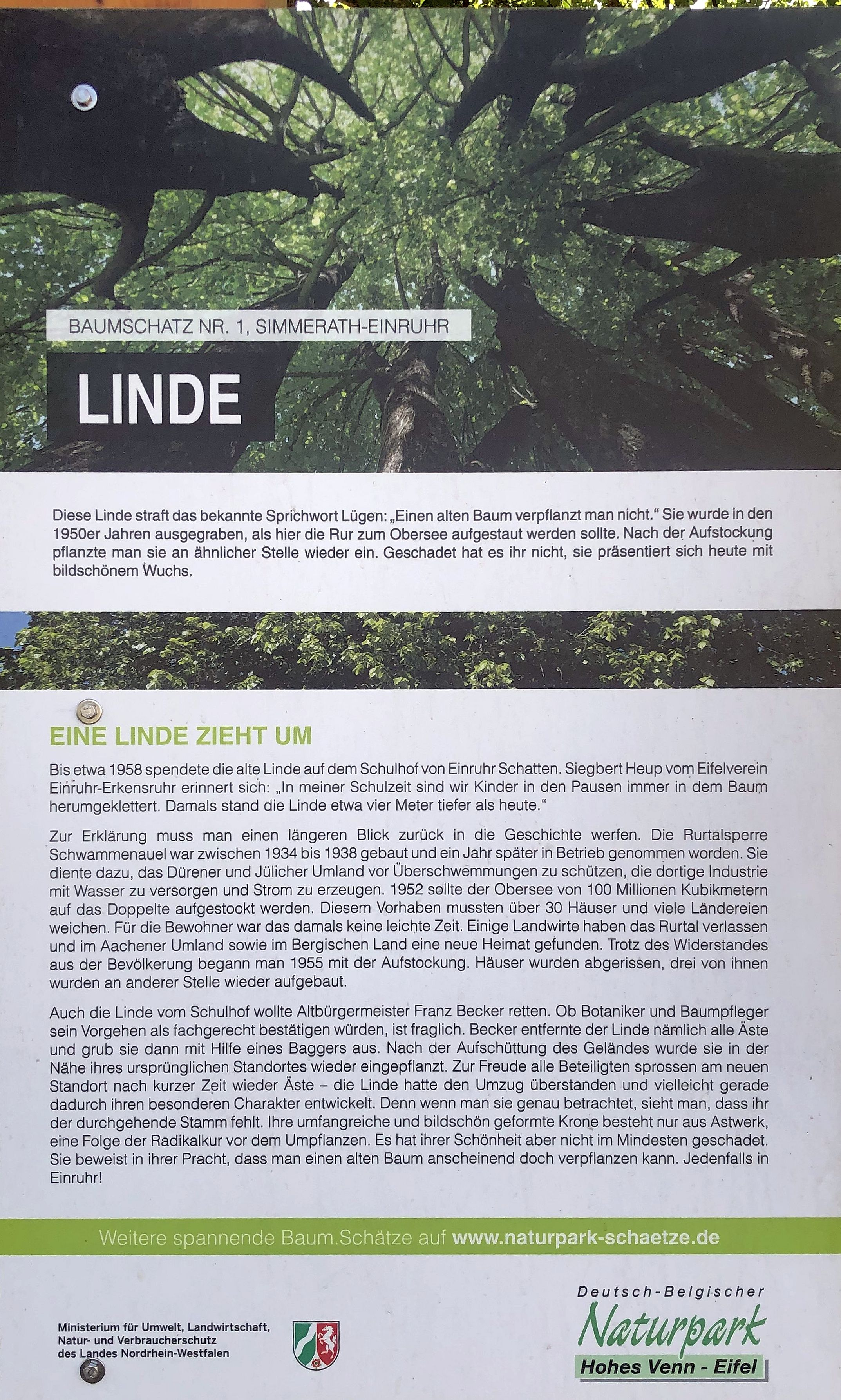
Info-Tafel Lindenbaum

### Baumschatz Nr. 1
Im Rahmen der Aufstauung der Rurtalsperre sollte der Obersee 1952 auf das doppelte aufgestaut werden. 30 Hauser mussten dazu entfernt werden. Im zu überflutenden Gebiet stand auch eine markante Linde. Der damalige Altbürgermeister Franz Becker setzte sich dafür ein, die Linde zu retten. Die Linde wurde stark gestutzt, die meisten Äste entfernt. Anschließend wurde sie mittels eines Baggers ausgegraben und in der Nähe des alten Standorts wieder eingepflanzt. Entgegen allen Erwartungen hatte die Linde den Umzug überstanden und entwickelte bis heute eine prächtige Krone.

### Bauwerke (Auswahl)
- Ein Winkelhof in Fachwerk Römerstraße 3 weist eine Türsturzdatierung von 1634 auf. Der Komplex wurde allerdings in späteren Jahrhunderten stark verändert. Der Türstutz stammt nicht von diesem Haus; dort, wo der Sturz eingebaut ist, war früher die Scheune und ein Scheunentor an genau dieser Stelle. Die untere Denkmalschutzbehörde geht aber davon aus, dass das Haus aus dieser Zeit stammt. Der Umbau der Scheune erfolgte, da dort ein Restaurant eingerichtet wurde.
- Ein weiterer gut erhaltener Hof in ähnlicher, für die Nordeifel des 17. Jahrhunderts typischer Bauweise befindet sich in der Rurstraße.
- Der Heilsteinbrunnen, eine aus 43 m Tiefe sprudelnde Quelle, wurde 1826 entdeckt. Es ist durch Münzfunde naheliegend, quellenkritisch jedoch nicht bewiesen, dass die Römer das Wasser schon nutzten. Das saure Quellwasser (von den Einheimischen auch sure Pötz genannt) wurde erst per 1. Juni 2003 durch einen Brunnen im Innenhof des ehemaligen Bürgerhauses (heute Heilstein-Haus; Touristeninformation) der Öffentlichkeit wieder zugänglich gemacht. Die eigentliche Heilsteinquelle befindet sich am Sauerbach unterhalb der Dreiborner Hochfläche; sie lag innerhalb des Truppenübungsplatzes Vogelsang und ist erst seit dem 1. Januar 2006 wieder begehbar.
- Die Steinbrücke über die Rur lobte schon der preußische Kronprinz und spätere König Friedrich Wilhelm IV., als er 1839 das Monschauer Land besuchte. Die Lage von Einruhr würdigte er als „einzig in ihrer Art“.
- Die neoromanische Pfarrkirche St. Nikolaus stammt aus dem 19. Jahrhundert; seit 1864 ist Einruhr, das kirchenrechtlich zuvor zu Wollseifen gehörte, eine eigenständige Pfarrei.
- Das Freibad am Obersee ist 2007 zum Naturerlebnisbad umgestaltet worden. Die Einruhrer Bürger leisteten hierzu in 2 Jahren über 4.000 Stunden ehrenamtlicher Arbeit und haben dadurch entscheidend zur Realisierung des Projektes beigetragen. Am 16. und 17. Juni 2007 konnte das neu gestaltete Naturerlebnisbad Einruhr feierlich eingeweiht werden. Es kommt nun ohne Chlor und ohne Chemie aus; die Reinigung des verbrauchten Badewassers erfolgt rein mikrobiologisch in einem hierzu eigens angelegten Schilf-Regenerationsteich. Mit diesem Konzept fügt sich das Bad ein in die Kulisse des unmittelbar an Einruhr angrenzenden Nationalparks Eifel und entspricht überdies einem stetig wachsenden ökologischen Bewusstsein.

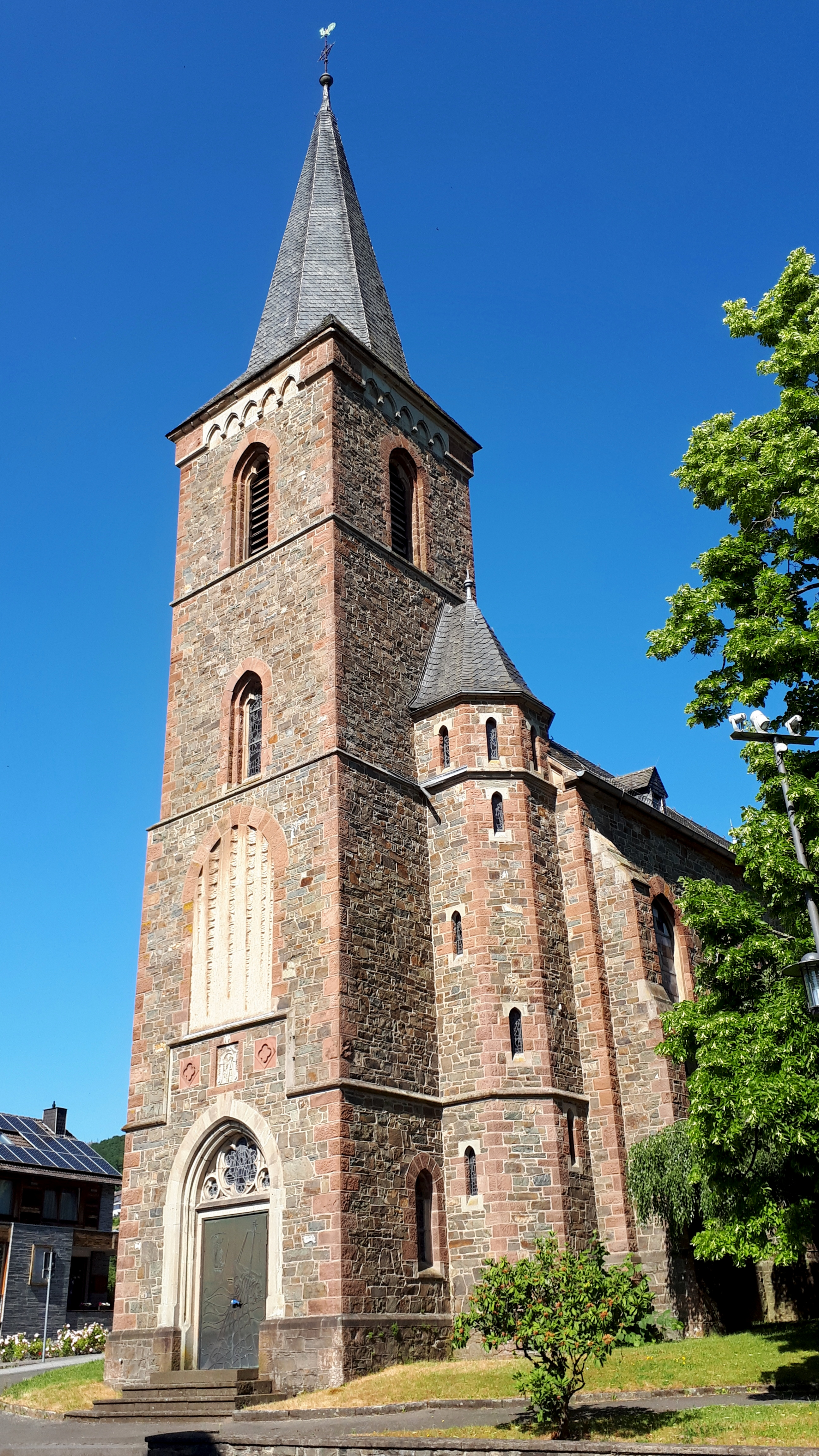
St. Nikolaus
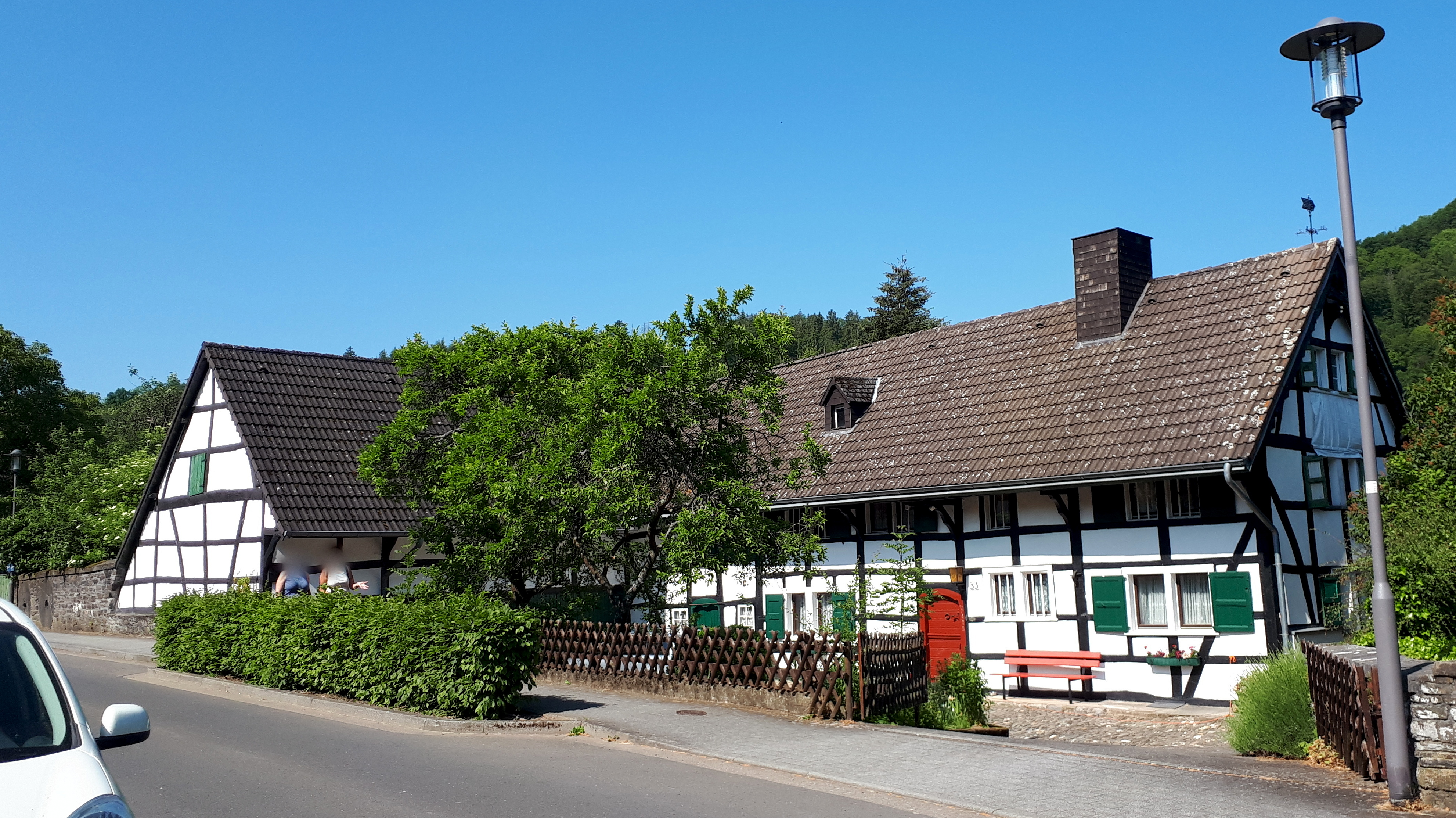
Typischer Winkelhof (Alte Mühle Einruhr)
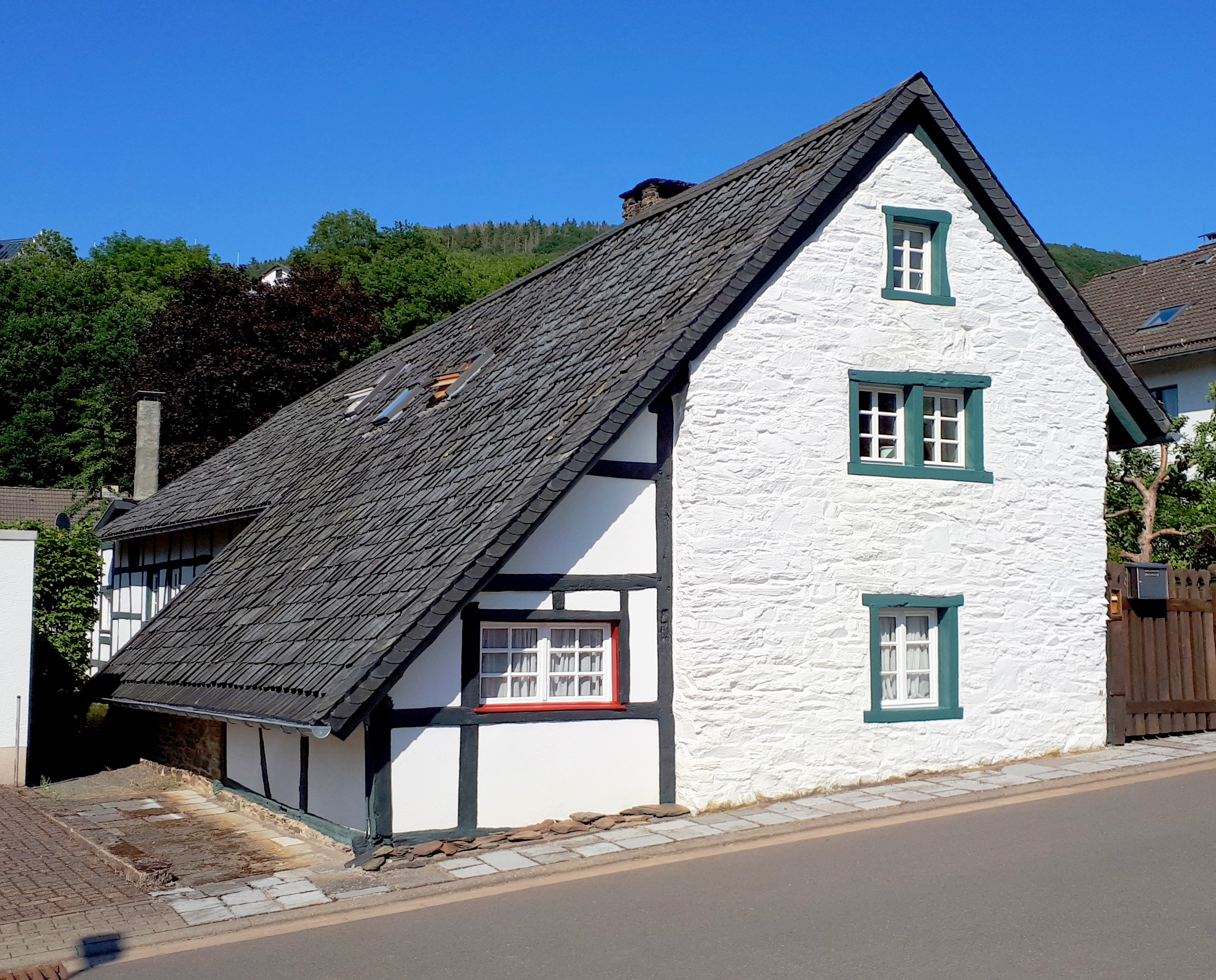
Römerstr. 3, charakteristisch die tief heruntergezogene Wetterseite
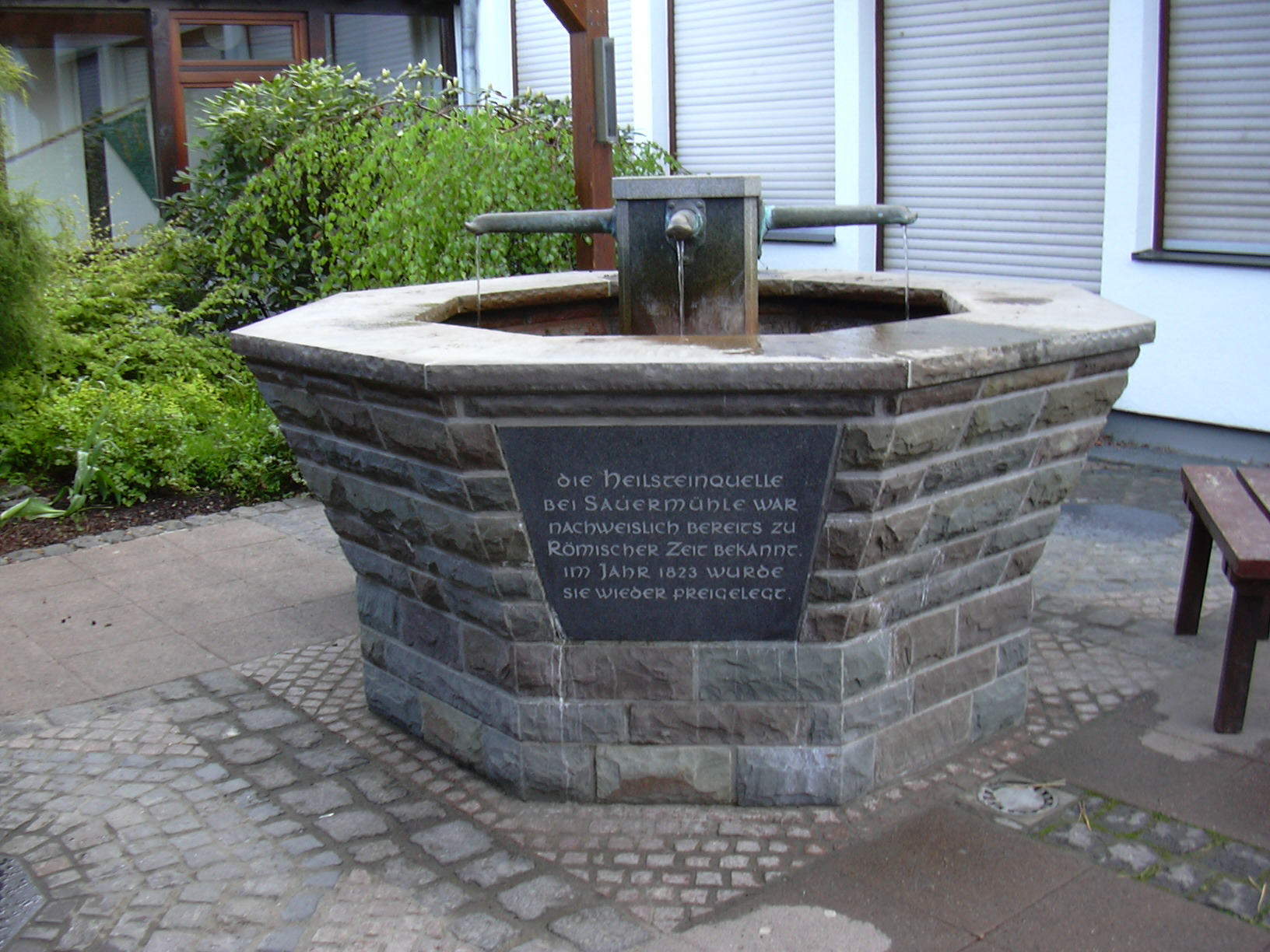
Heilsteinbrunnen
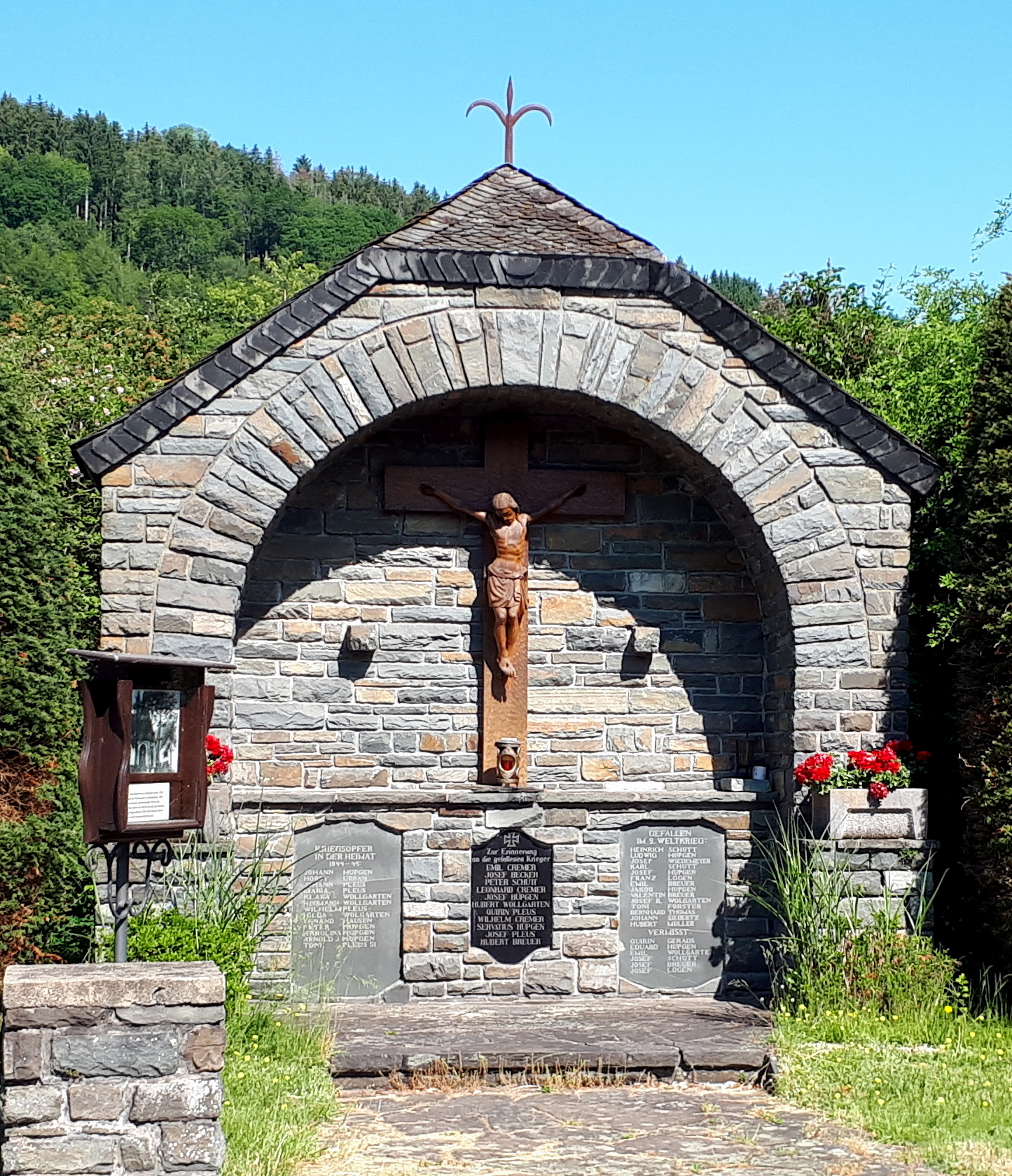
Gedenkstätte für die opfer beider Weltkriege

### Tourismus

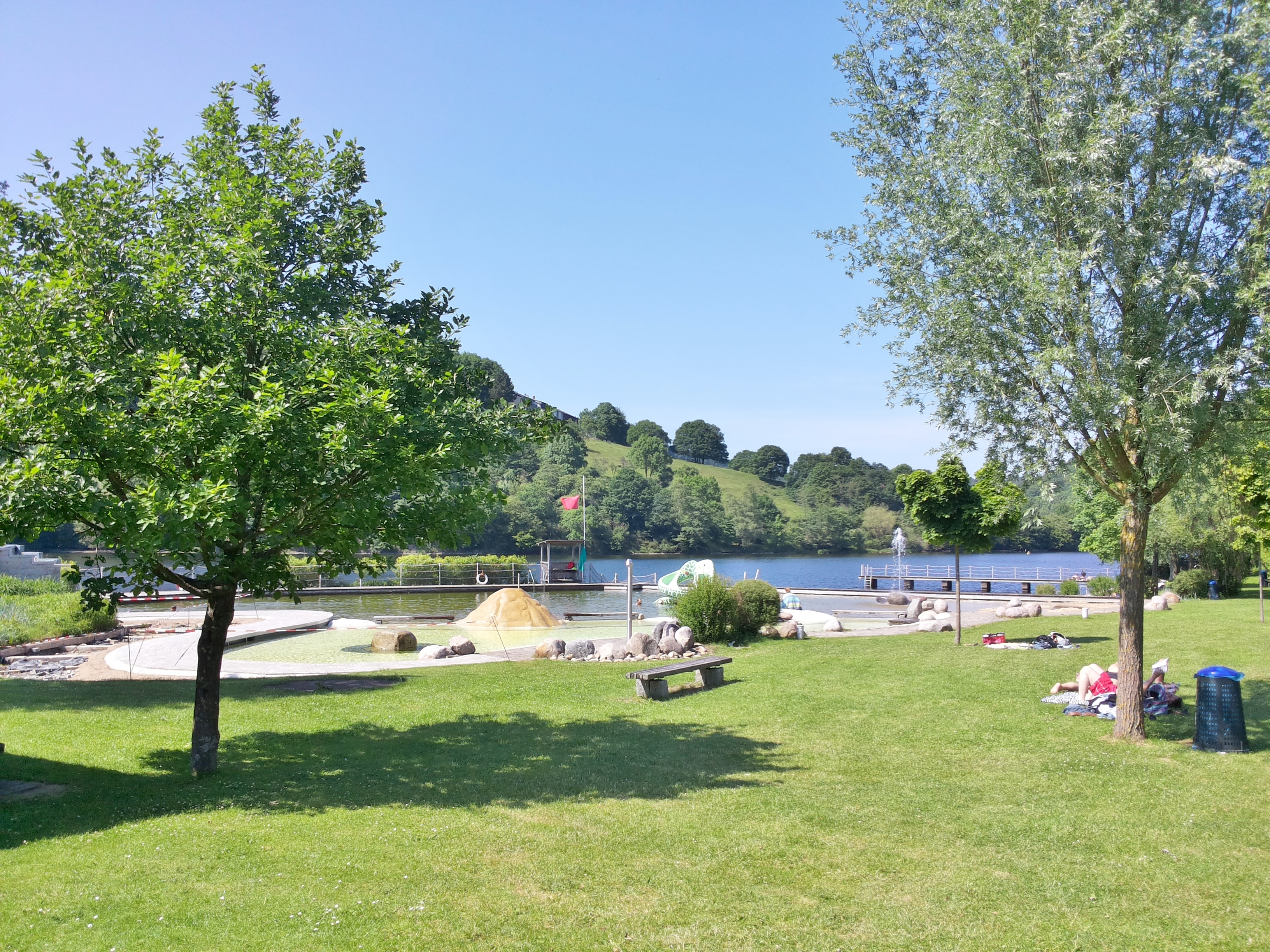
Naturfreibad Einruhr im Obersee der Rurtalsperre

Seit 1959 ist Einruhr durch seine begünstigte Lage am Obersee (Trinkwasserreservoir des Verbundsystems Rurtalsperre) ein beliebter Familien-Ferienort. Er dient als Naherholungsgebiet für Wochenendbesucher aus Aachen, Köln und Bonn sowie als Urlaubsort, außerhalb der Rheinlande, für Deutsche, Niederländer und Belgier. Gästen steht ein breites Angebot an Hotels, Pensionen, Ferienwohnungen und Gaststätten zur Verfügung. Hauptzielgruppe sind Wanderer, Radfahrer, Angler und Biker.
Bis zum 31. Dezember 2005 war der Aktionsradius der Feriengäste durch den angrenzenden Truppenübungsplatz Vogelsang eingeschränkt; die nahe Urfttalsperre war nur am Wochenende und an Feiertagen, die Dreiborner Hochfläche sowie die ehemalige Ordensburg Vogelsang überhaupt nicht begehbar.
Zum 1. Januar 2006 haben sich für den Nationalpark Eifel neue Perspektiven eröffnet. Der Truppenübungsplatz wurde aufgegeben, das Wanderwegenetz ist um die wieder zugänglich gemachten Gebiete erweitert; zudem ist Einruhr seit 2009 Zielpunkt von Etappe 3 am Eifelsteig.
Bis 2007 war das Baden im Obersee grundsätzlich verboten. Seit 2007 aber wurde mit dem „Naturerlebnisbad Einruhr“ ein Freibad direkt im Obersee geschaffen. Dies Freibad ist die einzige zugelassene Badestelle im Obersee.
Am Ort vorbei führen die Radwanderwege:
- Eifel-Höhen-Route, der als Rundkurs um den Nationalpark Eifel führt;
- RurUfer-Radweg, der die höchste Erhebung des Hohen Venn mit der Mündung der Rur in die Maas verbindet.

Einkehrmöglichkeiten bestehen zudem im nahen Umland in Rurberg, Vogelsang, Morsbach, Dreiborn und Herhahn.

## Verkehr
Einruhr liegt an der Bundesstraße 266
Im ÖPNV wird Einruhr von den AVV-Buslinien 63, 68 und 83 der ASEAG angefahren. Neu eingerichtet wurde der Rufbus Netliner. Einruhr bildet die Verbundgrenze AVV zum VRS. Fahrten über Einruhr hinaus Richtung Gemünd werden nach dem VRS-Tarif berechnet.
| Linie              | Verlauf |
| ------------------ | --- |
| 63                 | Simmerath – Kesternich – Rurberg – Einruhr – Vogelsang IP (– Morsbach – Herhahn – Gemünd / Schleiden) |
| 68                 | (Lammersdorf – Witzerath – Rollesbroich –) Simmerath – (Kesternich –) Strauch – Steckenborn – Woffelsbach – Rurberg (– Einruhr) |
| 83                 | Simmerath – (Huppenbroich –) Eicherscheid – Hammer – Dedenborn – Einruhr – Erkensruhr |
| NetLiner Simmerath | NetLiner: Fährt 30 min. nach der Buchung. Fährt an Schultagen Mo–Fr von 8–11:30 Uhr und von 15:30–19:30. In den Ferien Mo–Fr von 8–11:30 Uhr und von 12:45 bis 19:30 Uhr Bedient: Simmerath, Eicherscheid, Huppenbroich, Hammer, Dedenborn, Seifenaul, Einruhr und Erkensruhr |

Ab/An Einruhr verkehren die Passagierschiffe St. Nikolaus und Seensucht der Rursee-Schifffahrt. Die Schiffe sind mit batteriebetriebenen Elektromotoren ausgerüstet und fahren von Anfang Mai bis Ende Oktober nach Fahrplan zwischen Einruhr, Rurberg (Paulushofdamm) und der Urftstaumauer.

## Umgebung

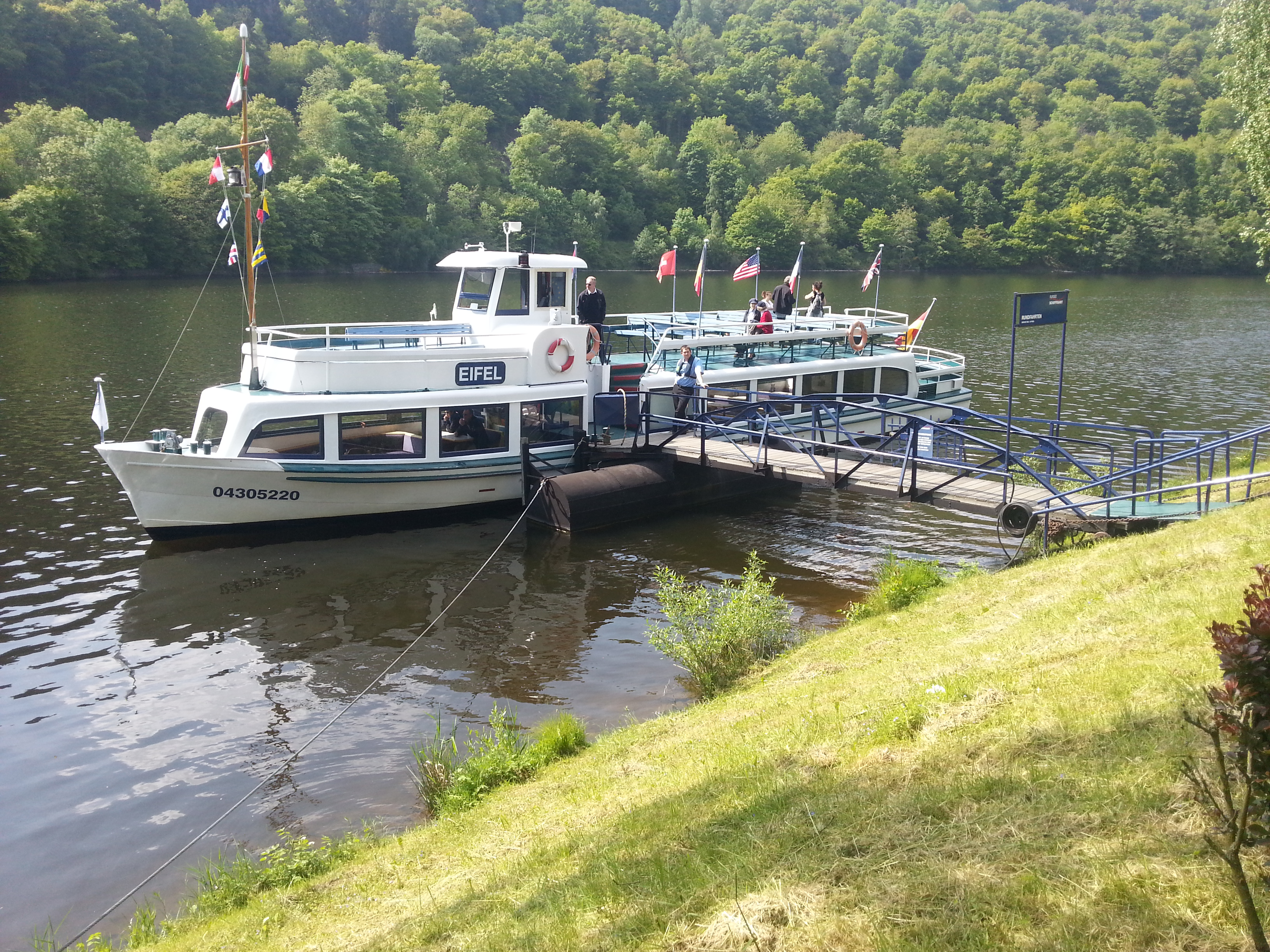
Fahrgastschiff Eifel an der Schiffsanlegestelle in Einruhr

- Wander- und Fahrradwege sowie Schifffahrtsverbindungen zur Rurtalsperre (Paulushofdamm) und zur Urfttalsperre
- Seit 1. Januar 2006 zugänglich: die Dreiborner Hochfläche als Teil des Nationalparks Eifel, die sogenannte NS Ordensburg Vogelsang und das nach dem Zweiten Weltkrieg zwangsweise geräumte und vom anschließenden militärischen Nutzungsbetrieb zerstörte Dorf Wollseifen.
- Die Schöne Aussicht ist ein historischer Aussichtspunkt hoch über dem Südende des Obersees zwischen Einruhr und Dedenborn und heutiges Landschaftsschutzgebiet. Landrat Bernhard Paul Friedrich Hugo von Scheibler, der Friedrich Wilhelm IV. bei seinem Besuch im Monschauer Land begleitet hatte, errichtete dort 1887 ein steinernes Kreuz, das seither mehrfach erneuert wurde. Nur der Sockel, der das Familienwappen des Landrats trägt, ist noch der ursprüngliche.
- Erkensruhr, 4 km flussaufwärts im Tal der Erkensruhr (Zufluss der Rur), eine weitläufige Streusiedlung mit Wellness-Hotel und gastronomischen Einrichtungen. Hierher und südlich auf die Höhe von Dedenborn fährt im Sommer eine historische Postkutsche.
- Monschau liegt etwa 20 km westlich, von dort gelangt man über die belgische Grenze ins Hohe Venn.